# Stalag 367
Stalag 367 „Częstochowa” (niem. Stalag 367 Tschenstochau) – niemiecki nazistowski obóz jeniecki dla żołnierzy i podoficerów Armii Czerwonej (a pod koniec wojny także dla włoskich) działający w czasie II wojny światowej w Częstochowie.

## Historia obozu
Obóz jeniecki został utworzony latem 1941 r. na terenie dawnych koszar 27 Pułku Piechoty w Częstochowie (obecnie ul. J.H. Dąbrowskiego 69) i przyległego do nich placu („Nordkaserne”) oraz na obszarze niezabudowanym we wschodniej części miasta w rejonie tzw. Złotej Góry nad rzeką Wartą („Warthelager”). Pierwszy transport jeńców radzieckich został doprowadzony pieszo prosto z frontu wschodniego do obu części obozu z końcem września 1941 r.. W obozie na Złotej Górze znajdowały się 24 drewniane baraki o wymiarach 20 m długości, 10 m szerokości i 2,5 m wysokości, w których znajdowały się drewniane piętrowe prycze. W każdym z baraków przebywało do 500 jeńców, przetrzymywanych w potwornych warunkach.

…Jeńcy zjadali korzonki, trawę, zagrzebywali się w ziemi, aby uchronić się od dotkliwego zimna. Od kul eskorty niemieckiej, chorób i głodu codziennie masowo ginęli. Warunki transportu powodowały wśród jeńców olbrzymie zawszenie i epidemie tyfusu plamistego. Zawszenie było tak straszliwe, że ludzie ci mieli ciało w ranach…

Wyżywienie stanowiły z reguły czarny chleb (315 g dziennie dla jeńców pracujących), kartofle i brukiew. Raz dziennie wydawano „zupę” stanowiącą ciecz ze zgniłymi liśćmi kapusty i nieobranymi ziemniakami. Śmiertelność sięgała kilkadziesiąt osób dziennie i nasiliła się na przełomie lat 1941 i 1942. W miarę możliwości jeńcom pomagali mieszkańcy Częstochowy, m.in. kilkuletnia w czasie wojny Henryka Kotas, odnaleziona po wojnie w Częstochowie przez byłego jeńca obozu Wasilija Sorokina. Jeńcy wykonywali najcięższe prace fizyczne przy budowie fortyfikacji i umocnień, pracowali także poza obozem m.in. w zakładach zbrojeniowych „Hasag - Pelcery” w Częstochowie i fabryce „Częstochowianka”. Obóz był również wykorzystywany jako punkt sortowania przed dalszą wysyłką jeńców do Rzeszy.
Na przełomie 1941 i 1942 r. hitlerowcy zaczęli dokonywać również masowych egzekucji na jeńcach radzieckich przeprowadzanych w miejscowości Olsztyn k/ Częstochowy, a po likwidacji getta żydowskiego również w pobliżu częstochowskiego kirkutu. Zwłoki jeńców zakopywano w zbiorowych, wielowarstwowych mogiłach. Jesienią 1943 r. w obozie Stalag 367 więzieni byli również jeńcy włoscy. Pomimo że obóz przeznaczony było dla szeregowych i podoficerów, w końcowej fazie jego istnienia przetrzymywani byli tu również oficerowie Armii Czerwonej i włoskich sił zbrojnych. W 1944 r. wobec zbliżającej się ofensywy Armii Czerwonej duża część jeńców radzieckich została wywieziona do innych obozów jenieckich w głębi III Rzeszy m.in. do Stalagu III A w Luckenwalde. Na dzień 1 lipca 1944 r. w obozie „Nordkaserne” więzionych było 80 jeńców radzieckich a w części „Warthelager” 3118 jeńców radzieckich oraz 2145 jeńców włoskich. Szacuje się, że w czasie istnienia obozu więzionych było ponad 65 tysięcy jeńców radzieckich z czego zginęło lub zmarło z głodu nie mniej niż 16 995 jeńców. Stalag 367 „Częstochowa”, w którym znajdowało się jeszcze kilkuset jeńców radzieckich i włoskich został uwolniony przez oddziały 7 Gwardyjskiego Korpusu Pancernego Armii Czerwonej 17 stycznia 1945 r. Zdjęcia filmowe z wyzwolenia jeńców obozu Stalag 367 w Częstochowie zostały nakręcone przez operatorów wojennych: Władimira Suszczinskiego i Nikołaja Bykowa.
Stalag 367 posiadał dwa podobozy (niem. Zweiglager) w Piotrkowie Trybunalskim (Stalag 237 A i B) oraz podporządkowany mu w 1942 r. Stalag XII C „Kamienna” składający się z podobozów w Kielcach, Końskich, Świętym Krzyżu i Bliżynie.
W latach 1948–1949 przeprowadzona została akcja ekshumacyjna mogił zbiorowych jeńców radzieckich Stalagu 367 z terenu miasta Częstochowy i powiatu częstochowskiego, a w 1951 r. na miejscu straceń w Olsztynie k/ Częstochowy. Ostatnich ekshumacji dokonano 12 listopada 1971 r. Zwłoki w liczbie ok. 17 tysięcy zostały pochowane w kwaterze żołnierzy Armii Czerwonej na cmentarzu Kule w Częstochowie.
W 1957 r. dokonano ekshumacji żołnierzy włoskich w liczbie 20 i pochowano ich na Cmentarzu Żołnierzy Włoskich w Warszawie.

## Znani jeńcy
Wśród znanych z nazwiska jeńców radzieckich przebywających i zmarłych w Stalagu 367 w Częstochowie był sierżant Wiktor Piotrowicz Miroszniczenko (numer obozowy 39394), Ukrainiec, Bohater Związku Radzieckiego oficjalnie uznany za poległego 2.10.1941 r., przewieziony do obozu 25.08.1943 r. ze Stalagu 366 Z w Białej Podlaskiej i zarejestrowany błędnie jako lejtnant. Zmarł 21.12.1943 r. i pochowany został w zbiorowej mogile.
Jeńcem był również Sarkis Mangasarjan – ormiański rysownik i malarz prowadzący dziennik w obozie, na podstawie którego powstaje pełnometrażowy film animowany.

## Upamiętnienie
W lutym 1950 r. przy ul. Dąbrowskiego 69 na ścianie dawnego budynku obozowego „Nordkaserne” (obecnie budynek rektoratu Politechniki Częstochowskiej) Towarzystwo Przyjaźni Polsko - Radzieckiej w Częstochowie zawiesiło tablicę pamiątkową ku czci pomordowanych jeńców radzieckich, usuniętą przez władze uczelni w czerwcu 2016 r. Obecnie w tym samym miejscu widnieje tablica wskazująca istnienie Stalagu 367 i upamiętniająca obok jeńców polskich, ofiar cywilnych i jeńców włoskich również jeńców radzieckich, przy czym treść tablicy mylnie utożsamia więzienie dla jeńców polskich z hitlerowskim obozem dla jeńców radzieckich Stalag 367.
W Częstochowie na Złotej Górze przy ul. Mirowskiej istnieje tablica upamiętniająca śmierć 10 tysięcy jeńców radzieckich w istniejącym tam obozie „Warthelager”.